# Nadir Zortea
Nadir Zortea, né le 19 juin 1999 à Feltre, est un footballeur italien qui évolue au poste d'arrière droit à Cagliari Calcio.

## Biographie

### Carrière en club
Formé à l'Atalanta de Bergame, Zortea fait partie des titulaires dans l'équipe qui remporte le championnat Primavera en 2019,.
Il débute ensuite sa carrière professionnelle en prêt à Cremonese en Serie B, ayant rejoint le club le 30 juillet 2019, pour une durée de 2 ans.
Il fait ses débuts avec le club lombard le 24 août 2019, lors d'un match de championnat contre le Venezia FC,, s'imposant comme l'un des éléments les plus en vue de son équipe dès sa première saison en deuxième division italienne,,.

### Carrière en sélection
En novembre 2020 il est convoqué en équipe d'Italie espoirs en tant que réserve du groupe principal pour préparer l'Euro espoirs.

## Style de jeu
Zortea est décrit comme un arrière droit rapide, abile dans les mouvements offensifs et dans le port du ballon, doté d'un bon sens du positionnement et vision du jeu. Bien qu'évoluant préférentiellement à droite de la défense, il peut évoluer un ou deux crans plus hauts ainsi que de l'autre coté de la défense.

## Palmarès
| Atalanta - Championnat d'Italie Primavera : - Champion en 2018-19. |